# Jannik Scharmweber

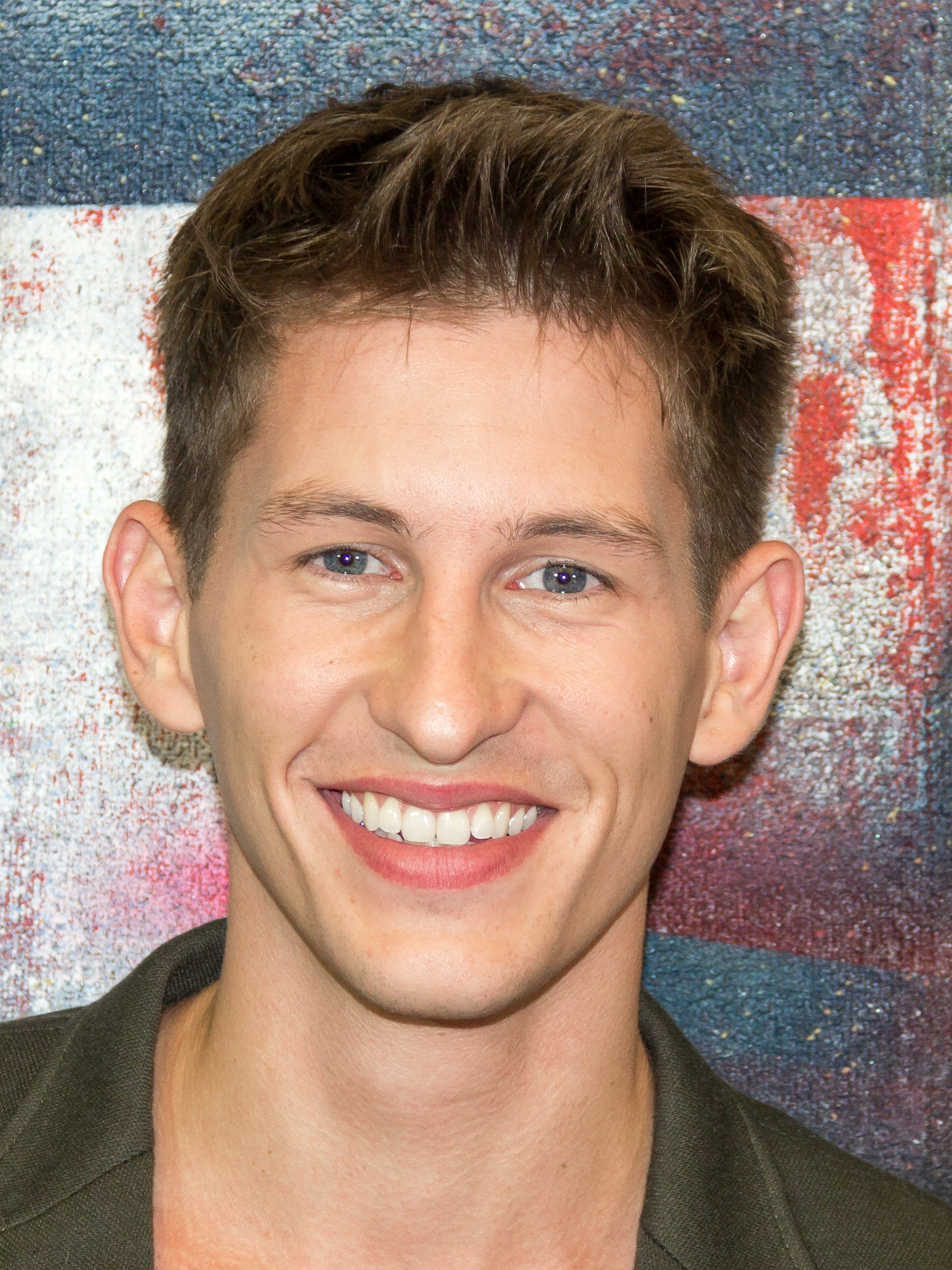
Jannik Scharmweber, 2015

Jannik Scharmweber (* 15. Juli 1990 in Lüneburg) ist ein deutscher Schauspieler und Model.

## Leben
Scharmweber studierte von 2009 bis 2013 an der Schauspielschule Bühnenstudio. 2014 absolvierte er ein Sommersemester an der New York Film Academy. Nach seiner Schauspielausbildung spielte er Hauptrollen in mehreren Kurzfilmen.
Von 2015 bis 2020 verkörperte Scharmweber die Rolle des Nicolai „Nico“ Zenker in der WDR-Fernsehserie Lindenstraße. Zu sehen war er auch in der 2014 erstmals gesendeten Folge Scheinwelten der ZDF-Serie Notruf Hafenkante und in einigen Theatern.
Im Januar und Februar 2015 hatte Scharmweber auf der New York Fashion Week seinen ersten Auftritt als professionelles Model. Er spielt Klavier sowie Ukulele und wohnt in Hamburg bzw. Lüneburg.

## Filmografie
- 2014: Notruf Hafenkante (Fernsehserie)
- 2015–2020: Lindenstraße (Fernsehserie)
- 2020: Verbotene Liebe – Next Generation (Fernsehserie)